# Ovatis simplex
Ovatis simplex is een krabbensoort uit de familie van de Xanthidae. De wetenschappelijke naam van de soort is voor het eerst geldig gepubliceerd in 2004 door Ng & Chen.